# F.C.S. Schiller
Ferdinand Canning Scott Schiller (født 16. august 1864 i Ottensen, Altona, Holsten, død 6. august 1937) var en engelsk filosof.
Schiller blev instructor i filosofi ved Cornell-universitetet 1893, assistant tutor ved Corpus Christi College i Oxford 1897, tutor i 1903, senere fellow og senior tutor ved samme college. Han var i England den mest fremtrædende repræsentant for den filosofiske retning, som almindeligvis kaldes pragmatisme, men som han tillige kaldte "humanisme". Tankevirksomhed ledes ifølge Schiller af viljen og er formålsbestemt ("pur-posively iniated and directed") som tjenende på samme tid teoretiske og praktiske formål, især behovet for harmoni i erfaringen og handlingerne. Sandt er det, som fremmer denne harmoni, og nytten er sandhedens kriterium. Derfor findes der ingen absolutte sandheder men kun anskuelser, som på det givne stadium i udviklingen er mere eller mindre hensigtsmæssige. Axiomer er hverken produkter af erfaringen eller aprioriske sandheder men postulater, som vor vilje har udviklede og som har vist sig at være hensigtsmæssige for vor handlingsmåde. Almengyldige er de blot i den udstrækning, alle tænkende skabninger betjener sig af dem. Protagoras havde derfor ret, da han sagde, at mennesket er mål for alle ting. Sandhederne har deres betydning som regler for handlingerne ("rules for actions") og må gennem dem få bekræftelse. Lige som sandheden ikke er færdig og vedvarende men et stadigt blivende, så findes der heller ingen af os uafhængig virkelighed, men vi konstruerer selv vor verden gennem gentagne, skiftende forsøg på at udforme den efter vore behov. Hvis vi abstraherer fra alt, hvad vi lagt ind i verden, bliver der kun tilbage en i og for sig bestemmelsesløs "hyrle" (græsk, stof), rene potentialiteter, om hvilke intet kan udsiges og det derfor ikke tjener noget formål at spekulere over. Hverken psykologien eller kundskabsteorien udgør filosofiens rette grundvold, den sande filosofiske metode er den "konkret-metafysiske", som bevidst og konsekvent er antropomorfistisk, det vil sige forklarer alt gennem individuelle eksistenser, som ligner vor egen. Metafysikken må bygge på naturvidenskaben. Som metafysisk standpunkt forkaster Schiller både monismen og dualismen og tilslutter sig en pluralistisk grundopfattelse, ifølge hvilken virkelighedens yderste grunde udgøres dels af en til sin magt begrænset guddommelig personlighed, dels en mangfoldighed af åndelige monader. De sidstnævnte har fra tidens begyndelse eksisteret som adskilte individer i kaos, og verdensprocessen begynder med den guddommelige ånds beslutning om af deres mangfoldighed danne et harmonisk kosmos. Verdens mekanisme forfines stadigt mere fra de grove og enkle former hos de lavere monader, som danne materien, til de indviklede og finere former, som tjener intelligensens udvikling. Det onde er en følge af monadernes bristende harmoni, og verdensprocessens mål er dets sejr ved en fuldkomne tilpasning, som til sidst leder til en evig virksomhed af fuldkomne individer i et fuldkomment samfund. Således er enheden ikke udviklingens begyndelse, men derimod dets slutpunkt.